# Ellen Pieters
Pour les articles homonymes, voir Pieters.
 (janvier 2019).
Si vous disposez d'ouvrages ou d'articles de référence ou si vous connaissez des sites web de qualité traitant du thème abordé ici, merci de compléter l'article en donnant les références utiles à sa vérifiabilité et en les liant à la section « Notes et références ».
Ellen Pieters, née le 29 février 1964 à Purmerend,, est une actrice, scénariste et chanteuse néerlandaise.

## Carrière
Autre que son travail d'actrice, à l'automne 2011, Ellen a joué dans les théâtres dans le rôle principal dans la comédie musicale The Singer (nl), en tant que chanteuse.
De janvier à mai 2014, elle a joué dans le rôle de Marie dans la comédie musicale Little Voice avec Susan Seegers.

## Filmographie

### Actrice

#### Cinéma et téléfilms
- 1991-1995 : 12 steden, 13 ongelukken (nl) : Deux rôles (Ria Bos et Heleen)
- 1997 : Duidelijke taal! : Anja
- 2001-2002 : Kopspijkers (nl) : Máxima Zorregieta
- 2006 : Koppensnellers (nl) : Trois rôles (La mère Joke, Hanny Veerkamp et Rita Verdonk)
- 2006 : Baantjer : Lana de Jongh
- 2008 : Alibi : La policière
- 2009 : Zeg 'ns Aaa (nl) : Priscilla Kalkman
- 2009 :  Van Zon op Zaterdag (nl) : Anneke Schuytema-de Boer
- 2012-2013 : Welkom in de Gouden Eeuw (nl) : Diverses rôles
- 2013 : Lieve Céline (nl) : Pamela
- 2013 : Ik ook van jou (nl) : Marja Brinkman
- 2014 : Rechercheur Ria (nl) : Ria van Spall
- 2014 : Welkom bij de Romeinen (nl) : Marcia
- 2015 : 't Schaep met de 5 pooten (nl) : Manuela
- 2015 : De Boskampi's (nl) : Riet
- 2017 : Dokter Tinus : Patricia Balk

### Scénariste
- 1995 : Kopspijkers (nl)